# Moise Ciombe
Moise Ciombe o Moïse Kapenda Tshombé (Musumba, 10 novembre 1919 – Algeri, 29 giugno 1969) è stato un politico della Repubblica Democratica del Congo, Primo ministro della Repubblica Democratica del Congo dal luglio 1964 all'ottobre 1965.

## Biografia
Leader della "Confédération des associations tribales du Katanga" (CONAKAT) che nel maggio 1960 aveva vinto le elezioni nella provincia del Katanga, dopo la proclamazione dell'indipendenza del Congo belga (30 giugno 1960)  riuscì a proclamare in luglio la secessione e l'indipendenza del Katanga e si legò alle grandi compagnie euro-americane nel Congo, affidandosi anche a truppe mercenarie. Sconfitto infine dalle truppe della missione ONUC nel gennaio 1963, si recò in esilio prima in Rhodesia e poi in Spagna.
Tornato in Congo un anno dopo, fu primo ministro di un governo di coalizione (1964-1965), la Convenzione nazionale congolese. Nel dicembre 1964 fu in visita a Roma per incontrare il Papa.
Intanto dal 17 al 21 luglio 1964 l'Organizzazione dell'unità africana (OAU) aveva tenuto il suo secondo convegno tra i capi di stato al Cairo. Assente una nazione soltanto, la repubblica congolese, in quanto il suo governo rifiutò di partecipare in conseguenza alla decisione presa dall'Organizzazione, ovvero che il suo nuovo primo ministro, Moise Ciombe, non sarebbe stato il benvenuto.
Moise Ciombe vinse con una larga maggioranza le elezioni del marzo 1965, ma il presidente della Repubblica Kasa-Vubu diede l'incarico di primo ministro designato ad un leader anti-Ciombe, Evariste Kimba, che il parlamento non approvò.
In ottobre fu quindi deposto da un golpe guidato dal generale Mobutu, grazie anche all'aiuto dell'ONU e Ciombe si rifugiò in Spagna. Fu condannato a morte in contumacia da Mobutu per l'assassinio di Patrice Lumumba e per alto tradimento.
Il 30 giugno 1967 l'aereo su cui viaggiava Ciombe fu dirottato da quello che, si scoprirà in seguito, era un agente del servizio segreto francese SDECE, e costretto ad atterrare ad Algeri dove l'ex presidente del Katanga fu posto agli arresti.
Questo provocò la rivolta dei mercenari in Congo. Respinta sia la richiesta di liberazione da parte dei sostenitori belgi che l'estradizione in Congo, fu internato in Algeria fino alla morte, avvenuta il 29 giugno 1969 per un sospetto attacco cardiaco.